# Eugene (cantante)
Eugene, pseudonimo di Kim Yoo-jin (김유진?, 金楢眞?, Gim Yu-jinLR, Kim Yu-chinMR; Seul, 3 marzo 1981), è una cantante e attrice sudcoreana.

## Biografia
Nata a Seul nel 1981, intraprende la carriera di cantante nel 1997 entrando nel gruppo musicale SES con il nome d'arte Eugene, ottenuto dalla pronuncia del proprio nome, e proseguendo in seguito una carriera da solista. A partire dal 2002 partecipa con il ruolo di protagonista a numerose pellicole, tra cui le commedie Motmallineun gyeolhon (2007) e Romantic Island (2008) e il film sentimentale Geu namja-ui chaek 198-jjok (2008). L'attrice è stata inoltre protagonista in vari drama: Wonderful Life (2005), Uriga saranghal su iss-eulkka (2014) e In-yeon mandeulgi (2010). Nel corso delle riprese di quest'ultima opera Eugene si innamora realmente del co-protagonista, Ki Tae-young, che sposa l'anno seguente.

## Discografia

### Da solista

#### Album in studio
- 2003 – My True Style...
- 2004 – 810303

### Con le SES
- 1997 – I'm Your Girl
- 1998 – Sea & Eugene & Shoo
- 1999 – Reach Out
- 1999 – Love
- 2000 – Be Ever Wonderful
- 2000 – A Letter from Greenland
- 2002 – Choose My Life-U
- 2017 – Remember

## Filmografia

### Cinema
- Motmallineun gyeolhon, regia di Kim Seong-wook (2007)
- Geu namja-ui chaek 198-jjok, regia di Kim Jung-kwon (2008)
- Romantic Island, regia di Kang Chul-woo (2008)
- Yoga, regia di Yoon Jae-yeon (2009)
- Dentiste "If You Love" (2019)
- Paper Flower (2019)

### Televisione
- Loving You, serie TV (2002)
- Save the Last Dance for Me (마지막 춤은 나와 함께?) – serie TV (2004)
- Wonderful Life (원더풀 라이프?) – serie TV (2005)
- Love Truly (진짜 진짜 좋아해?) – serie TV (2006)
- Appaset eommahana (아빠셋 엄마하나?) – serie TV (2008)
- In-yeon mandeulgi (인연 만들기?) – serie TV (2009)
- Jeppang-wang Kim Tak-gu (제빵왕 김탁구?) – serie TV (2010)
- Drama Special "Princess Hwapyung's Weight Loss" (드라마 시티?) – serie TV (2011)
- Ohlala Couple (울랄라 부부?) – serie TV (2012)
- Baengnyeon-ui Yusan (백년의 유산?) – serie TV (2013)
- Uriga saranghal su iss-eulkka (우리가 사랑할 수 있을까?) – serie TV (2014)
- Butakhae-yo, eomma (부탁해요?) – serie TV (2015)
- Penthouse: War in Life (2020)
- Love to Hate You (연애대전?, Yeon-ae daejeonLR) – serie TV (2023)